# الهجرة إلى إيطاليا

عدد السكان الأجانب بالنسبة المئوية من سكان المنطقة 2011

تعد إيطاليا من الوجهات المحببة للكثير من الشباب العربي، خصوصا من منطقة شمال أفريقيا نظرا لعدة عوامل منها قرب المسافة الفاصلة بين هذه الدول وسهولة تعلم اللغة الايطالية نظرا لقربها من اللغة الفرنسية والتي تعد اللغة الثانية لهذه الدول وأيضا لسهولة الحصول على أوراق الإقامة بالمقارنة مع  باقي الدول الأوروبية.

## طرق الهجرة

### الدراسة
تعد الدراسة من أسهل الطرق للهجرة إلى الدول، وتتميز إيطاليا بكون الدراسة بها مجانية وهذا الموضوع شامل حول كيفية الهجرة عن طريق الدراسة والحصول على المنح المجانية من طرف الحكومة الإيطالية.

### الهجرة السرية
كانت ولازلت الهجرة السرية واحدة من أكثر الطرق المستخدمة للهجرة رغم المخاطر والصعوبات التي تؤدي بعض الأحيان على الموت، لكن الشباب العربي يفضلها نظرا لتكلفتها القليلة، وتعد إيطاليا من بين الدول التي تتساهل نوعا  ما مع المهاجرين السريين وهذا موضوع خاص بالهجرة السرية إلى إيطاليا.

### السياحة
تعد السياحة من أفضل طرق الهجرة إلى إيطاليا نظرا للدخول إلى إيطاليا بصفة شرعية وقانونية، وأيضا لعدم تواجد أي نوع من المخاطرة لكن ما يعيبها هو الحاجة إلى بعض الأموال من اجل الضمان، وأيضا لحجز الفندق والطائرة وهذا الموضوع نتناول فيه كيفية الهجرة عن طريق السياحة.

### عقود العمل
مما يميز إيطاليا عن باقي الدول الأوروبية هو وجود عقود العمل التي توفر الدخول إلى إيطاليا بصفة شرعية مع وجود عمل إن كان العقد من شركة رسمية، وكما هو معروف فإن عقود العمل تباع وتشترى مما يسهل على العديدين الذين يملكون المال  للهجرة إلى إيطاليا والحصول على أوراق الإقامة وهذا الموضوع شامل هو أنواع العقود العمل في 
إيطاليا. سائق نقل 

### اللجوء
إن كنت من الدول التي تشهد الحروبأو عدم الإستقرار السياسي في البلد مثل (فلسطين. سوريا. العراق ولبنان) فيمكنك الحصول على اللجوء الإنساني بسهولة تامة، وأيضا إن كانت لديك أسباب مقنعة فيمكنك الحصول عليه وهذا الموضوع يحتوي على معلومات كاملة عن اللجوء الإنساني في إيطاليا.

## المهاجرون ومواليد إيطاليا لأبوين مهاجرين حسب بلدهم الأصل
| الترتيب | بلد المصدر      | السكان (2019) |
| ------- | --------------- | ------------- |
| 1.      | رومانيا         | 1,145,718     |
| 2.      | البانيا         | 440,854       |
| 3.      | المغرب          | 432,458       |
| 4.      | الصين           | 305,089       |
| 5.      | اكرانيا         | 240,428       |
| 6.      | الفلبين         | 169,137       |
| 7.      | الهند           | 161,101       |
| 8.      | بنغلادش         | 147,872       |
| 9.      | مصر             | 136,113       |
| 10.     | باكستان         | 127,101       |
| 11.     | مولدوفا         | 124,545       |
| 12.     | نيجيريا         | 117,809       |
| 13.     | سريلانكا        | 114,910       |
| 14.     | السنغال         | 111,380       |
| 15.     | تونس            | 98,321        |
| 16.     | البيرو          | 97,738        |
| 17.     | بولندا          | 91,681        |
| 18.     | الاكوادور       | 77,408        |
| 19.     | بلغاريا         | 59,806        |
| 20.     | مقدونيا         | 58,057        |
| 21.     | البرازيل        | 54,556        |
| 22.     | غانا            | 51,619        |
| 23.     | الجزائر         | 49,604        |
| 24.     | كوسوفو          | 40,414        |
| 25.     | روسيا           | 39,484        |
| 26.     | ألمانيا         | 36,980        |
| 27.     | صربيا           | 35,054        |
| 28.     | فرنسا           | 31,400        |
| 29.     | المملكة المتحدة | 31,183        |
| 30.     | ساحل العاج      | 31,155        |